# Adam Michał Caputa
Adam Michał Caputa (ur. 7 września 1915 w Zabłociu, zm. 25 października 1988) – uczestnik kampanii wrześniowej, odznaczony za nią Orderem Virtuti Militari.
Syn Karola i Anieli z d. Sławik. W 1937 ukończył Szkołę przemysłową w Bielsku i uzyskał świadectwo dojrzałości, następnie w latach 1937–1938 uczęszczał do Szkoły Podchorążych Rezerwy w Brześciu a po jej ukończeniu pracował w Urzędzie Ceł w Mysłowicach.
Jako podchorąży rezerwy walczył w kampanii wrześniowej w szeregach 82 Pułku Piechoty. 29 września 1939 w Modlinie dostał się do niewoli niemieckiej. Więziony był w licznych obozach jenieckich skąd za liczne próby ucieczki został przeniesiony do obozu karnego w Solingen skąd został wyzwolony przez wojska amerykańskie 11 kwietnia 1945.
Po wojnie przebywał na Zachodzie, do kraju powrócił 1947. Pracował na stanowisku kierowniczym w różnych zakładach przemysłowych a także w szkolnictwie, zmarł 25 października 1988.